# Drew Z. Greenberg
Pour les articles homonymes, voir Greenberg.
Drew Z. Greenberg, né à Manhattan (New York), est un scénariste américain.

## Biographie
Drew Greenberg fait des études de droit dans le nord de la Californie mais l'écriture est déjà son hobby. Ses études terminées, il part pour Los Angeles pour écrire des scénarios en indépendant et attire l'attention de Joss Whedon. Il se fait connaître en tant que scénariste pour son travail sur la série Buffy contre les vampires, de 2001 à 2003. 
Il écrit ensuite des scénarios pour les séries Smallville et Dexter, ainsi que pour la série d'animation Star Wars: The Clone Wars, et travaille de 2009 à 2013 sur la série télévisée Warehouse 13. Il intègre ensuite l'équipe de scénaristes des séries Arrow et Marvel : Les Agents du SHIELD.

## Filmographie

### Scénariste
- 2001 : Queer as Folk (saison 1, épisode 12)
- 2001-2003 : Buffy contre les vampires, 6 épisodes : Écarts de conduite, Sans issue, Entropie, Folles de lui, Duel et La Fronde
- 2002 : Firefly (saison 1, épisode 6, Sains et Saufs)
- 2003-2004 : Smallville, 3 épisodes
- 2005 : Newport Beach, 2 épisodes
- 2006 : Dexter, 2 épisodes
- 2009-2010 : Star Wars: The Clone Wars, 19 épisodes
- 2010 : Caprica (saison 1, épisode 12)
- 2009-2013 : Warehouse 13, 8 épisodes
- 2013-2014 : Arrow, 6 épisodes
- 2014-2017 : Marvel : Les Agents du SHIELD, 8 épisodes